# Костковское сельское поселение
Костковское сельское поселение — муниципальное образование в Валдайском муниципальном районе Новгородской области России.
Административный центр — деревня Костково.

## География
Территория сельского поселения расположена на Валдайской возвышенности, в юго-восточной части Новгородской области, на севере Валдайского района, к северо-западу от города Валдай. Восток поселения — часть территории Валдайского национального парка. На территории муниципального образования находится множество озёр — Лучки, Песно, Узминка, Коргово и др., а также есть и пруды, протекает река Чёрная и др. реки.

## История
Костковское сельское поселение было образовано в соответствии с законом Новгородской области от 11 ноября 2005 года № 559-ОЗ.

## Население
| 2010 | 2012 | 2013 | 2014 | 2015 | 2016 | 2017 |
| ---- | ---- | ---- | ---- | ---- | ---- | ---- |
| 593  | ↘566 | ↘532 | ↘506 | ↘426 | ↗441 | ↘429 |
| 2021 |      |      |      |      |      |      |
| ↘371 |      |      |      |      |      |      |

## Состав сельского поселения
| №  | Населённый пункт | Тип                             | Население |
| -- | ---------------- | ------------------------------- | --------- |
| 1  | Брод             | деревня                         | 32        |
| 2  | Буданово         | деревня                         | 13        |
| 3  | Быково           | деревня                         | 10        |
| 4  | Ватцы            | деревня                         | 16        |
| 5  | Дерганиха        | деревня                         | 0         |
| 6  | Еглино           | деревня                         | 0         |
| 7  | Ильюшкино        | деревня                         | 3         |
| 8  | Костково         | деревня, административный центр | 116       |
| 9  | Лучки            | деревня                         | 36        |
| 10 | Лысино           | деревня                         | 0         |
| 11 | Мыза             | деревня                         | 0         |
| 12 | Некрасовичи      | деревня                         | 0         |
| 13 | Приозёрный       | посёлок                         | 322       |
| 14 | Рыбный           | посёлок                         | 1         |
| 15 | Сельско          | деревня                         | 0         |
| 16 | Серганиха        | деревня                         | 6         |
| 17 | Соколово         | деревня                         | 2         |
| 18 | Сопки            | деревня                         | 6         |
| 19 | Стекляницы       | деревня                         | 2         |
| 20 | Теребень         | деревня                         | 13        |
| 21 | Усиха            | деревня                         | 5         |
| 22 | Усторонье        | деревня                         | 10        |

## Транспорт
По территории сельского поселения проходит автодорога из города Валдай до деревни Усторонье, а также автодорога от федеральной автомобильной дороги «Россия» М10 (E 105) в Костково.